# Stepán Zdórovtsev
Stepán Ivánovich Zdórovtsev (en ruso: Степан Иванович Здо́ровцев, Zolotoriovka, 24 de diciembre de 1916 - Óblast de Pskov, 9 de julio de 1941) fue un piloto soviético, que combatió en las fases iniciales de la Segunda Guerra Mundial donde alcanzó el rango de subteniente, fue comandante del 158.º Regimiento de Cazas (39.ª División de Cazas, Frente Norte).

## Biografía
Zdórovtsev nació el 24 de diciembre de 1916 en el jútor Zolotoriovka, en el óblast del Voisko del Don del Imperio ruso (actual raión de Semikarakorsk del óblast de Rostov) en una familia rusa campesina. Fue miembro del Komsomol desde su juventud y candidato a la membresía en el Partido Comunista de toda la Unión (bolchevique). 
En 1929 su familia se trasladó a la stanitsa Konstantínovskaya, donde Zdórovtsev continuó estudiando. En 1933 finalizó su noveno año de escolarización y se graduó en la escuela mecánica de tractores de la localidad (actual GBPOU RO Instituto Técnico de Konstantínovsk S. I. Zdórovtsev).
Tras el traslado de su familia a la ciudad de Astracán comenzó a trabajar en un taller de reparación de barcos. Poco después pasó los exámenes de mecánico de lanchas y comenzó a trabajar como tal en la Empresa de Pesca Chapáyev y luego en el OSVOD (Sociedad de salvamento acuático). Comenzó a trabajar como instructor en el Comité del Bajo Volga del Sindicato de Trabajadores del Transporte Fluvial, al mismo tiempo que estudiaba en el Club de Aviación de Astracán.
Ingresó en el Ejército Rojo de Obreros y Campesinos en 1938, se graduó en la escuela militar de aviación de Stalingrado en octubre de 1940, después fue destinado al 158.º Regimiento Aéreo de Cazas del Distrito Militar de Leningrado. 
Participó en la Gran Guerra Patria desde su inicio, como comandante de enlace del regimiento, integrado en la 39.ª División Aérea de Cazas del Frente Norte. Se distinguió impidiendo a la aviación enemiga aproximarse a Leningrado desde la región de Pskov. El 28 de junio de 1941, en combate aéreo con tres aviones de bombardeo enemigos y sin munición, consiguió derribar mediante la maniobra tarán a una aeronave Junkers-88 alemana, sobreviviendo a la maniobra.
Tras esta misión, el 8 de julio de 1941 recibió la condecoración de Héroe de la Unión Soviética, y al día siguiente, 9 de julio, tras ser felicitado por sus compañeros de división y condecorado oficialmente, salió en misión de exploración. En el camino de regreso a su base se encontró con un grupo de cazas enemigos superior en fuerza, entrando en combate con ellos y falleciendo en el mismo.

## Condecoraciones y homenajes
Por ukaz de la Presidencia del Soviet Supremo de la Unión Soviética por su maniobra tarán, fue condecorado como Héroe de la Unión Soviética el 8 de julio de 1941. Recibió asimismo la Orden de Lenin.
Un barco a motor de transporte de pasajeros por el Volga lleva su nombre. Asimismo, tiene calles dedicadas en San Petersburgo, Astracán y Volgogrado. En Astracán se erigió un monumento a su persona, y muchas escuelas llevan su nombre en el país.
El prikaz del Ministerio de Defensa de la Unión Soviética inscribió para siempre a Stepán Zdórovtsev está en las listas militares, tradición militar rusa.
Una placa conmemorativa instalada por la Sociedad Rusa Histórico-Militar recuerda a Zdórovtsev en la Escuela de Enseñanza Media de Zolotariovka de la que fue alumno.